# Sportovní fotografie

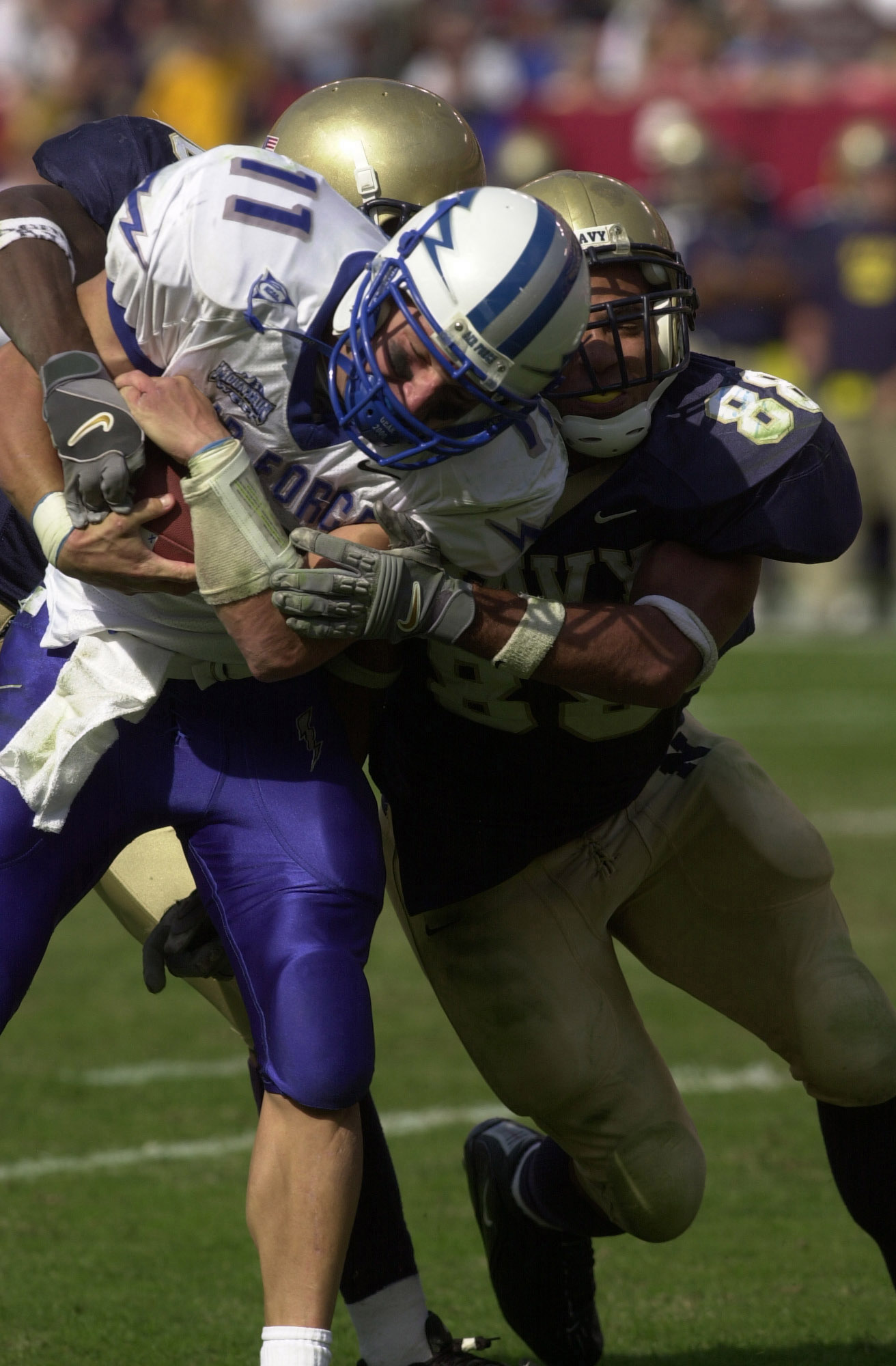
Klasická sportovní fotografie s typickou malou hloubkou ostrosti díky dlouhé ohniskové vzdálenosti a stlačené perspektivě

Sportovní fotografie označuje fotografický žánr, který zahrnuje všechny druhy sportů, ve většině případů je součástí novinářské fotografie. Hlavní využití sportovní fotografie je pro publikační účely; specializovaní sportovní fotografové obvykle pracují pro noviny, zpravodajské agentury nebo specializované sportovní magazíny.
V některých sportech se k měření časů a určení vítěze využívá cílová fotografie, která byla poprvé použita na letních olympijských hrách v roce 1912.

## Historie
V roce 1869 vynalezl Eadweard Muybridge jednu z prvních fotografických závěrek. V roce 1877 nafotografoval své rozsáhlé experimenty a zdokonalil svou techniku. Fotografoval až třiceti kamerami. Jako výsledek své práce ve Filadelfii roku 1887 zveřejnil 781 světlotisků pod názvem Animal Locomotion a The Human Figure in Motion. Tyto sekvence fotografií pořízených ve zlomcích sekundy od sebe zachycují obrazy různých zvířat a lidí při různých akcích.
V roce 1883 vynalezl kameru, která umožňovala zachytit celou sérii expozic na jednu desku, čímž získal pohybový diagram. Později zkonstruoval kameru, která při každém osvitu udělala samostatný snímek jedné pohybové fáze. Vznikl tak zoopraxiskop, což je promítačka, která umožňovala prohlížet fotografie nalepené na kotoučku, při točení klikou se kotouček otáčel a přes objektiv se na plátno promítal pohyblivý obraz.

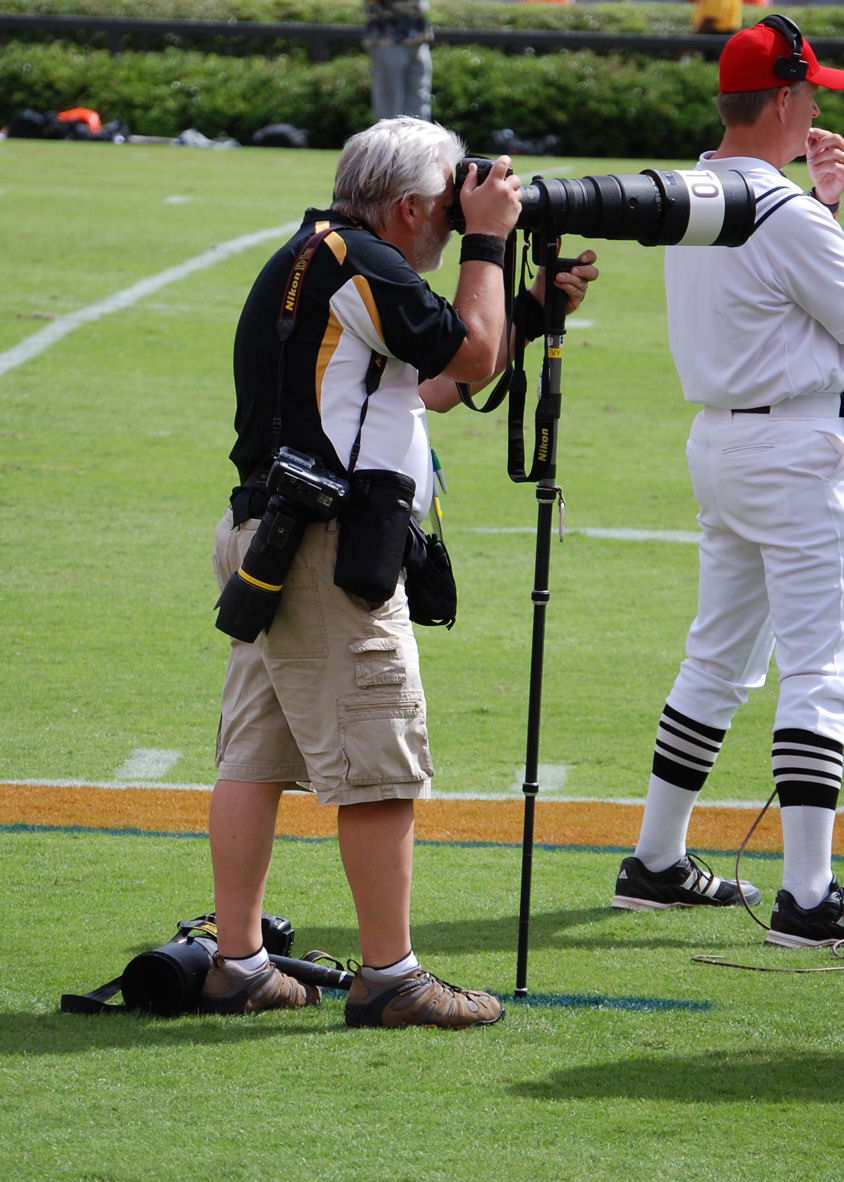
Fotograf amerického fotbalu s více fotoaparáty, dlouhými objektivy a monopodem

Obor fotografické žurnalistiky se v čase prvních olympijských her v roce 1896 teprve začal rozvíjet. Pokroky se děly jak v technice fotografie tak i v technologii tisku. Pro venkovní scény (pro fotografii krajiny, architektury nebo průmyslu) byly vyvinuty speciální, ale pořád ještě poměrně velké a těžké „cestovní fotografické kamery“. Masivní ateliérové kamery měly nastavitelnou přední stěnu a také zadní stěnu s matnicí, fotografovalo se s objektivy s různou ohniskovou vzdáleností a obvykle se používaly fotografické desky o velikostech 13×18, 18×24 a 24×30 cm.
Pro cestovní kamery byl nepostradatelný skládací masivní stativ, který sportovní fotografové v Aténách v roce 1896 využili. Vskutku, zachytit sportovce v pohybu se tehdejšími technickými prostředky bylo téměř nemožné. Časy závěrky byly pořád ještě příliš dlouhé. Právě proto je většina snímků statická a aranžovaná. O několik málo let později začaly trh dobývat lehké ruční fotoaparáty, které otevřely nové možnosti fotografické žurnalistiky a také amatérské fotografie.
Přibližně do roku 1880 se v tištěném materiálu reprodukovaly ilustrace nebo fotografie pouze s pomocí časově náročných technik s vysokým podílem lidské práce – technikou dřevorytu, ocelorytu nebo litografie. Zavedení hlubotisku a autotypie umožnilo přímý tisk a rychlejší kopírování fotografických snímků. To umožnilo vydávat noviny a časopisy s obsahově aktuálními obrázky.
Na olympijských hrách v Aténách bylo pravděpodobně pořízeno méně než 100 snímků. Je známo, že na místě pracovalo sedm fotografů: pět Řeků, americký fotoamatér Thomas Curtis (zároveň získal olympijské zlato v běhu na 110 metrů překážek) a Němec Albert Meyer. Mezi fotografickými zpravodaji byl Albert Meyer zdaleka nejplodnější. Je autorem nejméně 56 snímků z celého počtu, což je více než polovina všech známých snímků. Jeho díla jsou při srovnání s fotografiemi ostatních technicky a esteticky jasně lepší. Meyersovy olympijské snímky byly publikovány v roce 1896 v rámci tehdejšího sportovního časopisu Sport im Bild, vycházejícího od roku 1885. Také málokterá moderní publikace o historii olympijských her neobsahuje jeho snímky.
Jednou z prvních fotografek sportu byla Adelaide Leavy, průkopnická americká novinářská a sportovní fotografka (1913–1999). V roce 1943 se začala věnovat sportovní fotografii, jako jedna z prvních žen, které se věnovaly sportovním událostem. Na sportovištích byla raritou a někdy měla potíže přesvědčit organizátory akcí a další reportéry, že je tam pracovně. Ačkoli se Leavy věnovala basketbalu, koňským dostihům, lednímu hokeji, plavání a tenisu, udělala si jméno díky fotografování boxerských zápasů každý pátek v Madison Square Garden. Její fotografie zápasu Rocky Graziano - Freddie Cochrane v roce 1945 získala dobré recenze. Řekla, že nejtěžší na pořízení dobré sportovní fotografie je dobře předvídat, kdy k akci dojde.

### Fotografové
- Axel Valentin Malmström (1872 – 1945 Stockholm) byl v roce 1912 jedním ze tří oficiálních fotografů, kteří dokumentovali Olympijské hry ve Stockholmu.

- George Grantham Bain (1865–1944) byl americký fotograf působící v New Yorku. Byl známý jako průkopník novinářské fotografie a „otec zahraniční fotožurnalistiky“.[6] V roce 1898 založil první zpravodajský fotografický servis Bain News Service. Společnost poskytovala fotografické služby, včetně portrétů a zpravodajství o nových událostech po celém světě, se zvláštním důrazem na život v New Yorku. Velká škála témat zahrnovala: celebrity, přehlídky, sportovní akce, imigraci, politické události, letectví i válečné snímky. Většina jeho fotografií se datuje od roku 1900 do středních 20. let 20. století.

- Toni Frissellová, Američanka pracovala v padesátých letech 20. století pro časopis Sports Illustrated. V roce 1953 byla mezi prvními ženami zaměstnanými v Sports Illustrated a po několik desetiletí byla jednou z mála žen mezi sportovními fotografy.

- Ron Kroon (1942–2001) byl nizozemský freestyle plavec a fotograf, který pracoval pro fotografickou tiskovou agenturu Anefo (1965–1968) a v sedmdesátých letech přispívajícím redaktorem pro AVRO Sportpanorama.

### Galerie

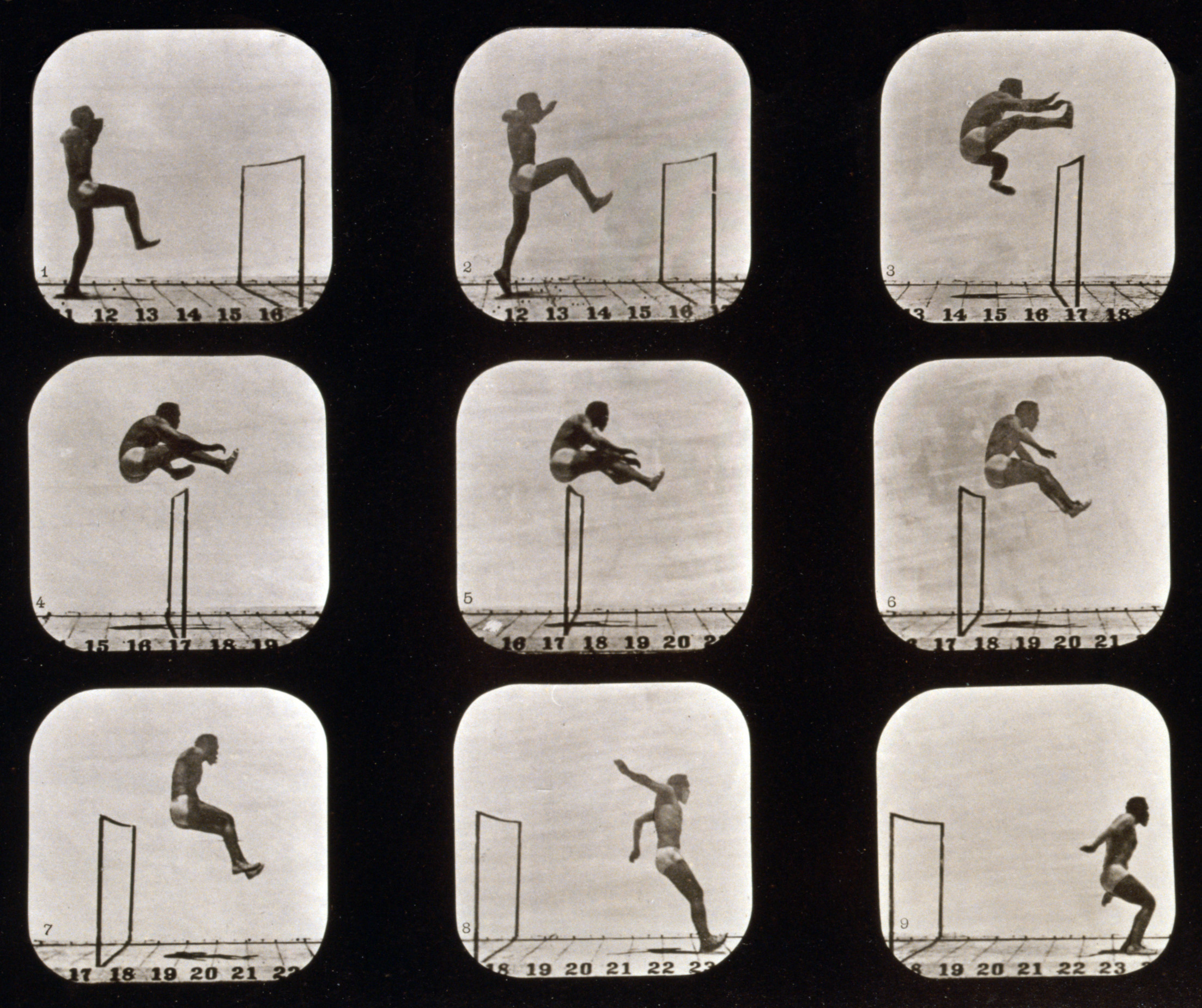
Eadweard Muybridge: Atlet skákající přes překážky, 1879
Eadweard Muybridge: Box, zoopraxiskop, asi 1893
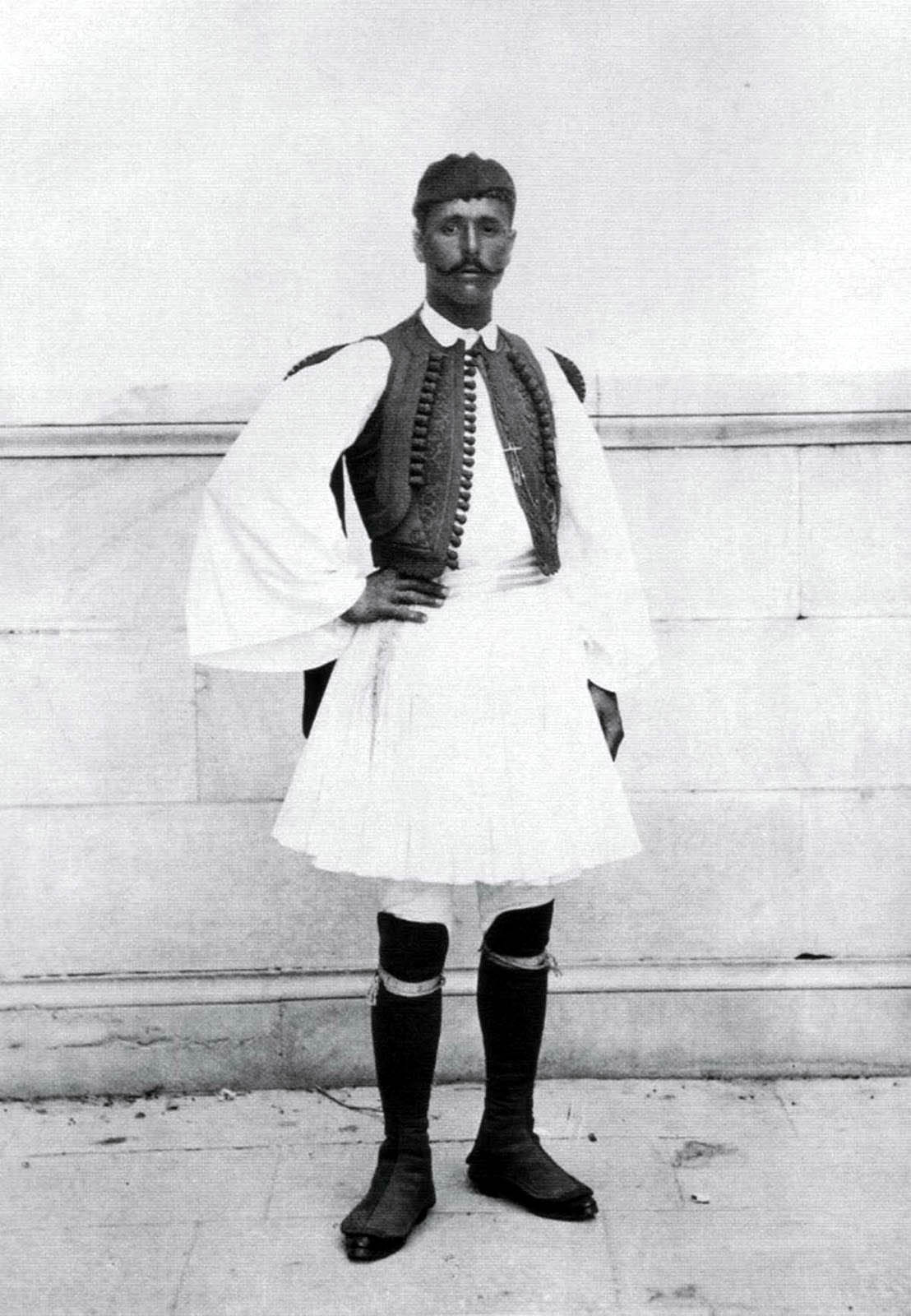
Albert Meyer: Řecký vítěz maratonského běhu Spyridon Luis, 1896
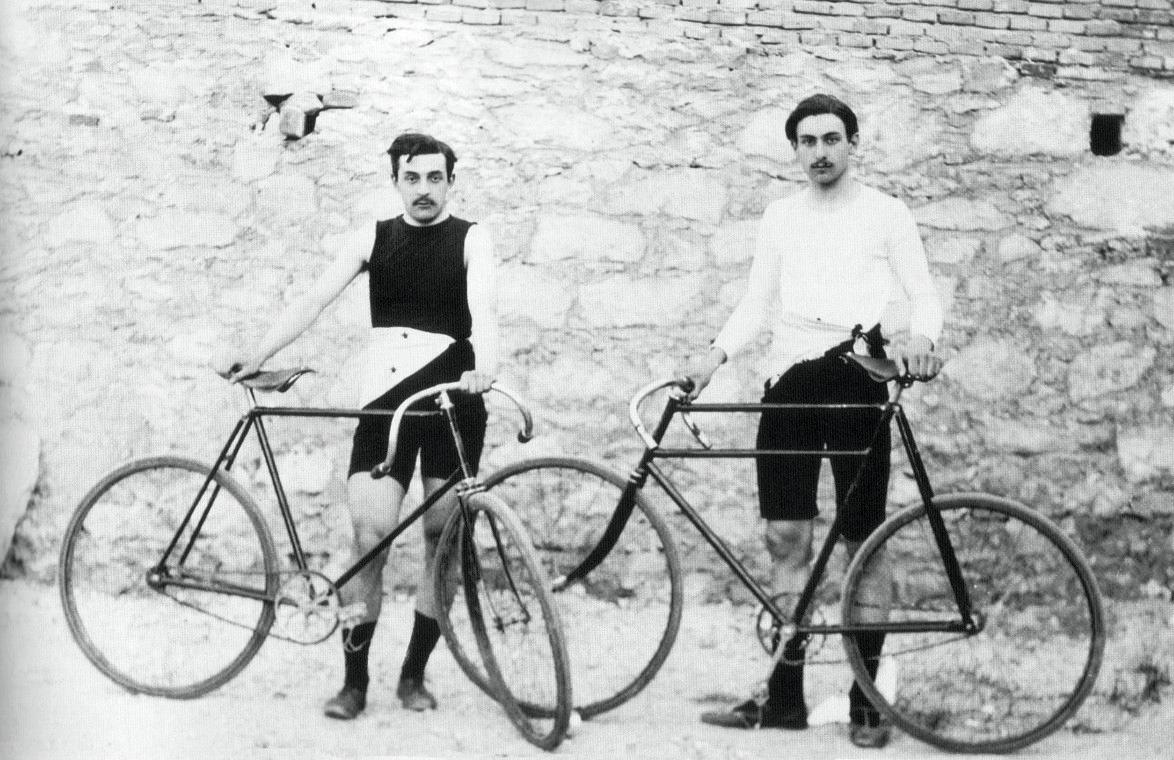
Albert Meyer: Francouzští cyklisté Paul Masson a Léon Flameng, 1896
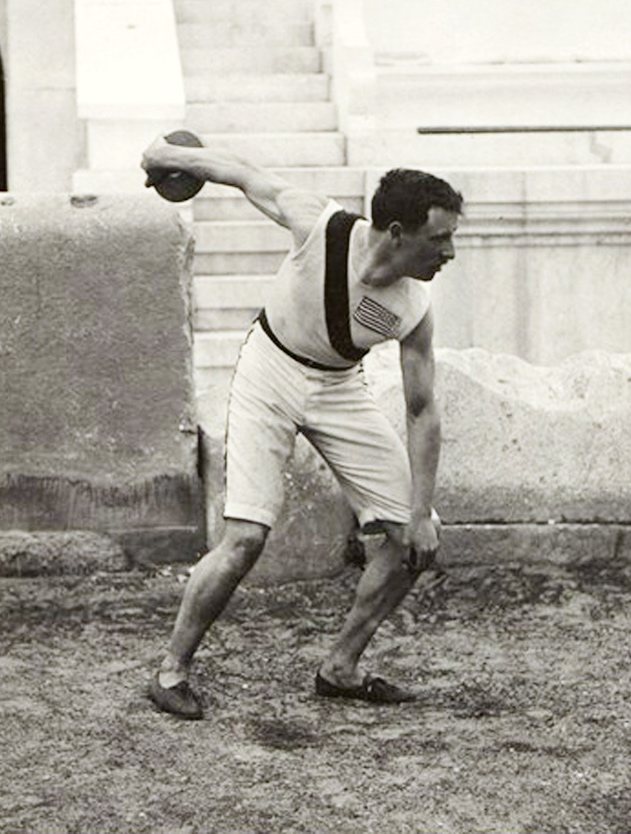
Albert Meyer: Olympijský vítěz v hodu diskem a koulí Robert Garrett, USA, 1896
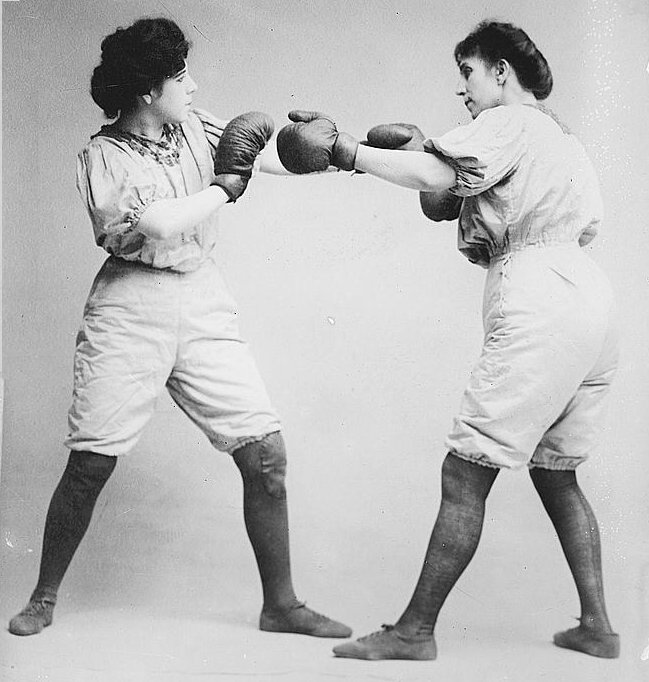
George Grantham Bain: Sestry Bennettovy při boxu
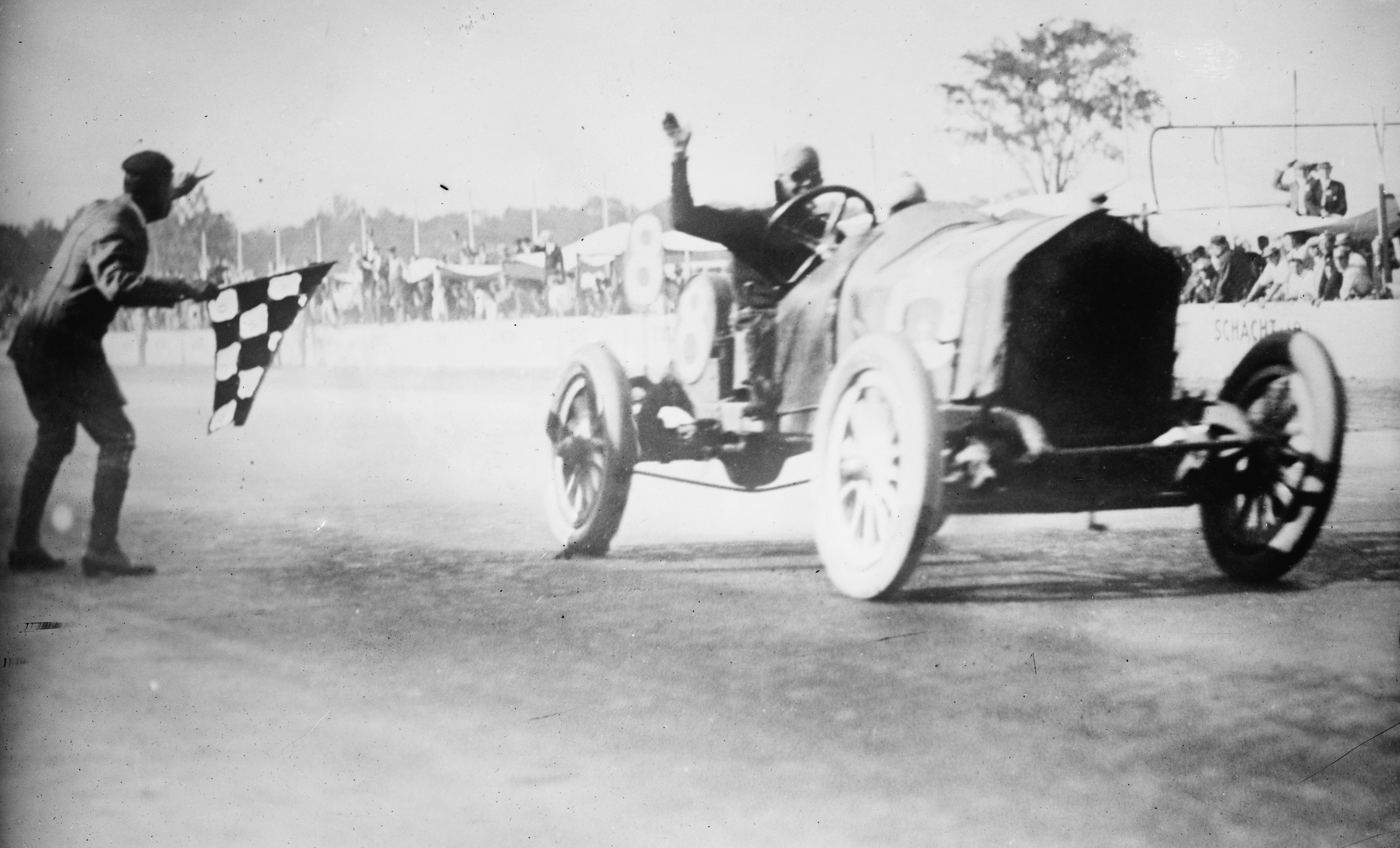
George Grantham Bain: Indianapolis 500, vítěz Joe Dawson, 1912
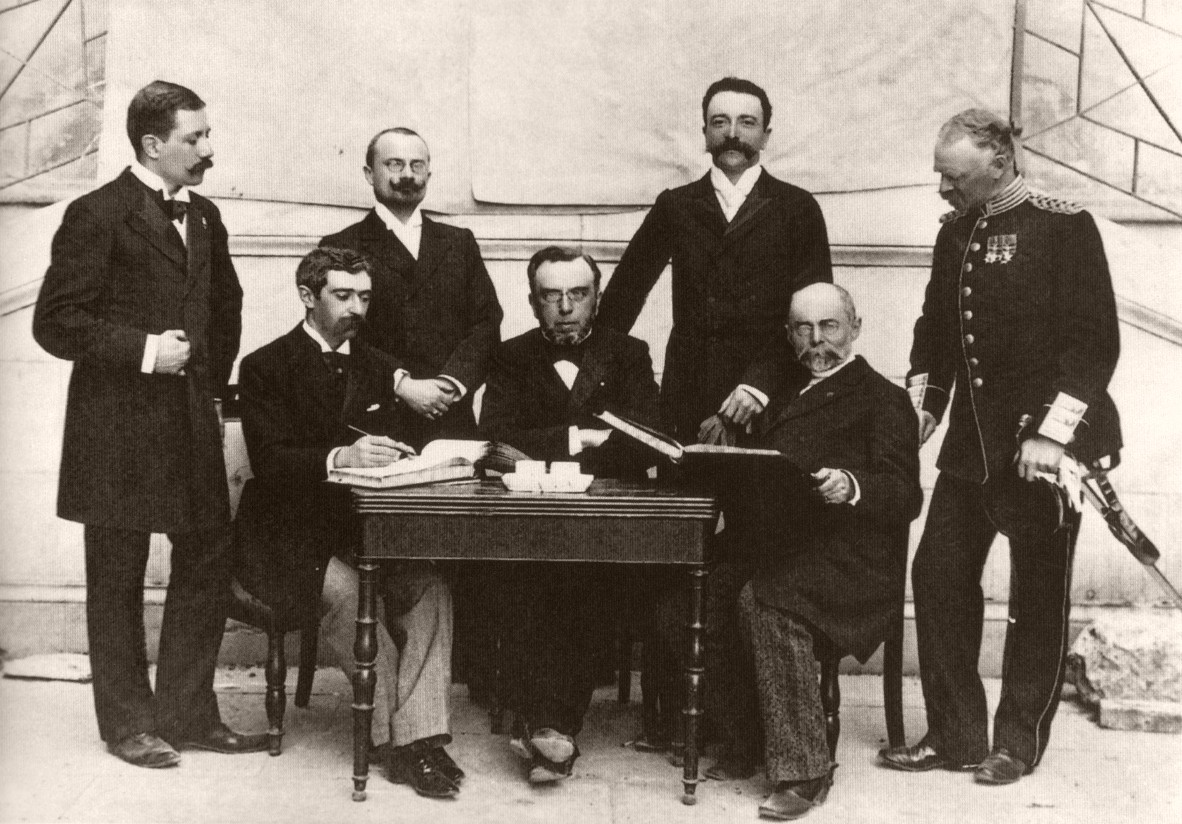
Albert Meyer: Mezinárodní olympijský výbor, vlevo Dr. Gebhardt, vpravo sedí Pierre de Coubertin, 1896
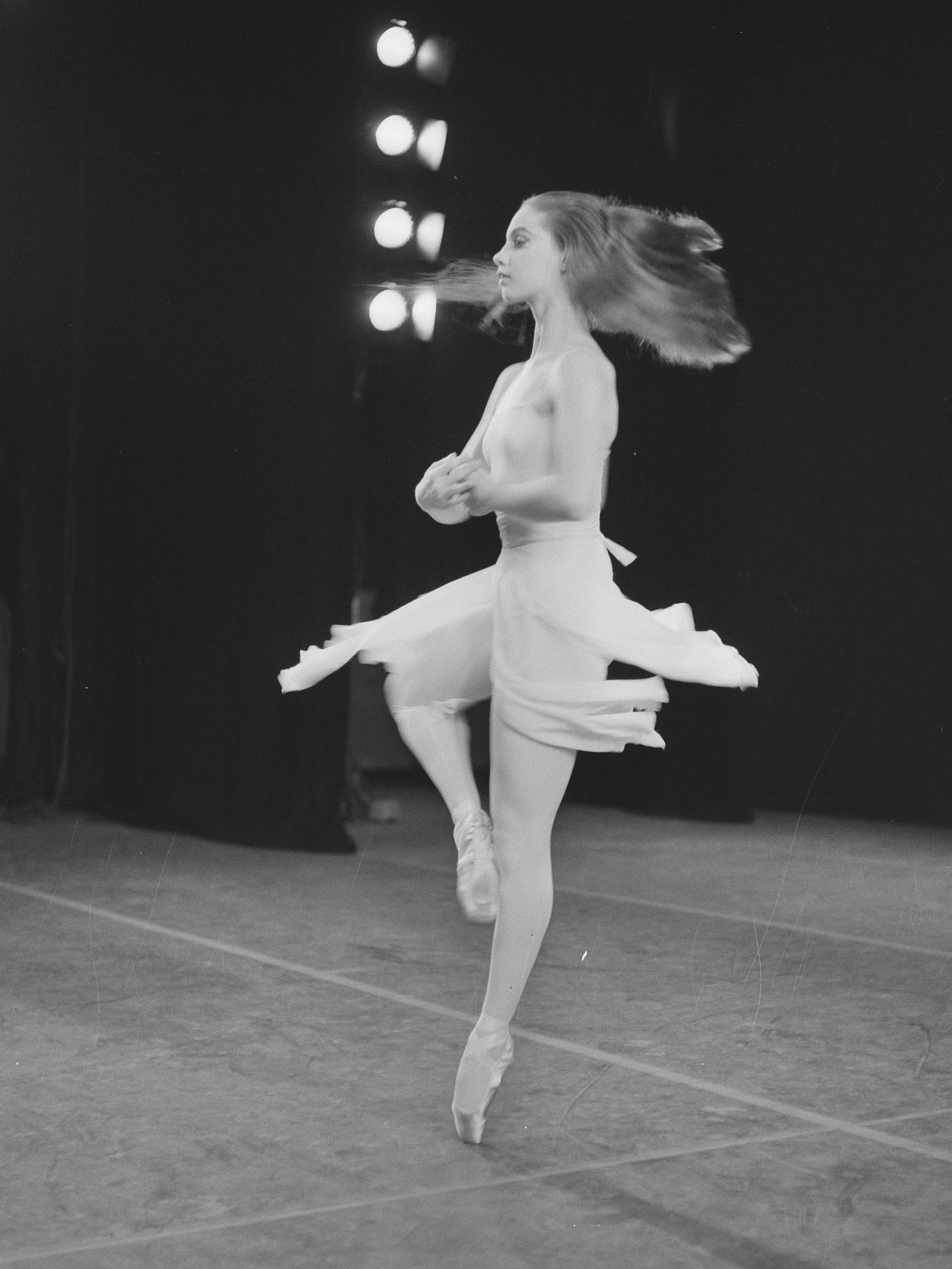
Ron Kroon: Suzanne Farrellová
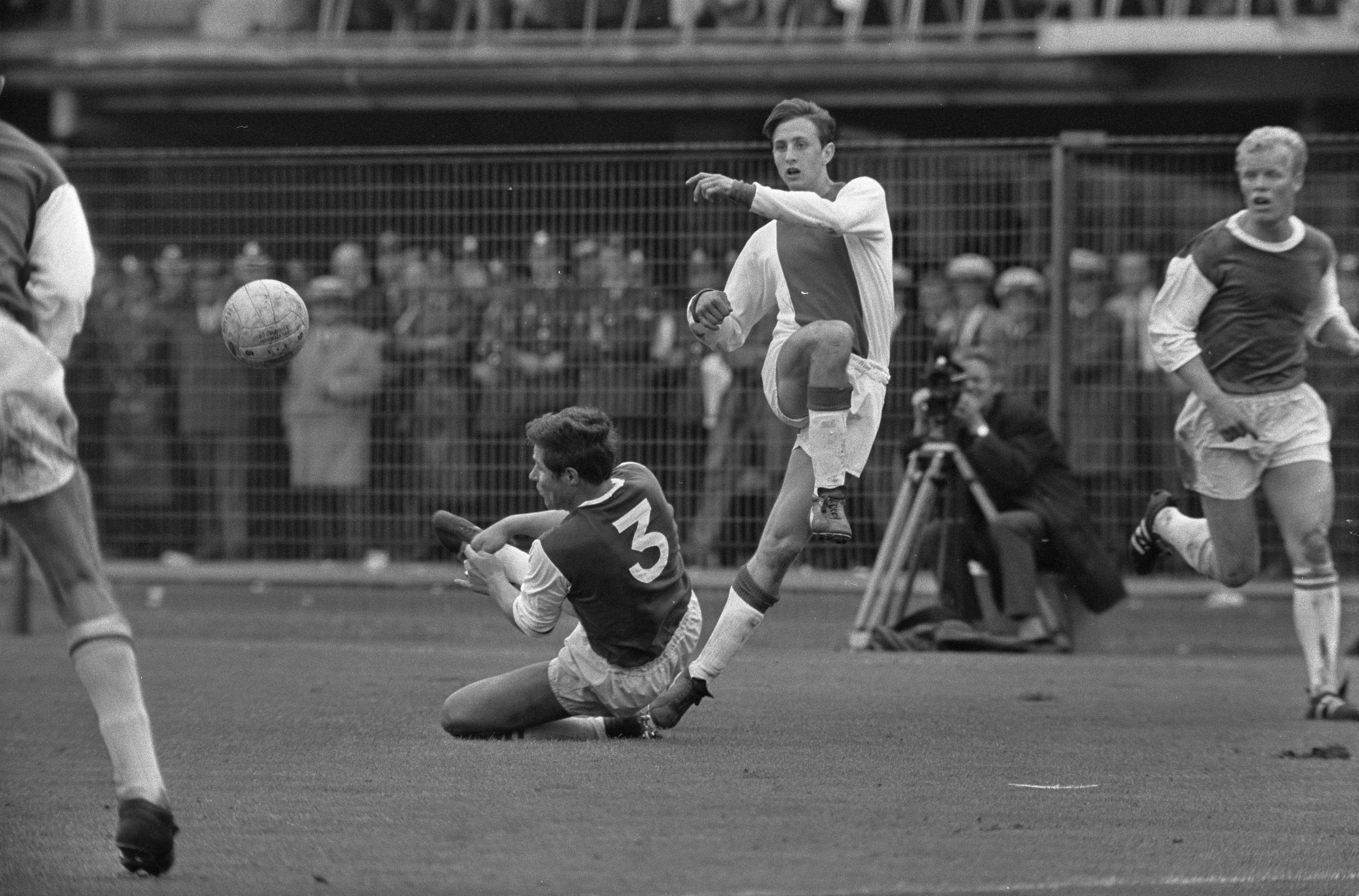
Ron Kroon: Johan Cruyff
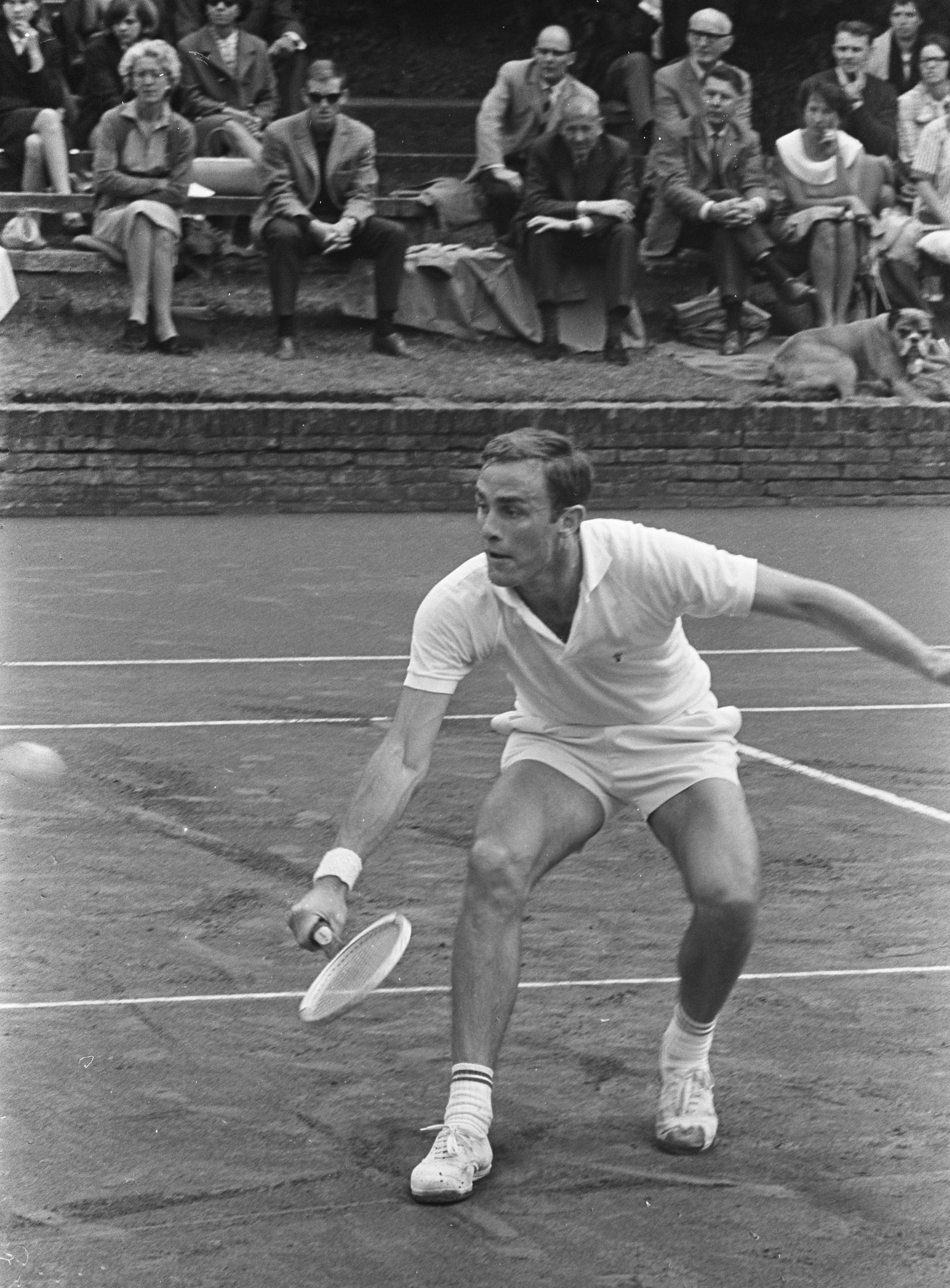
Ron Kroon: John Newcombe (1965)
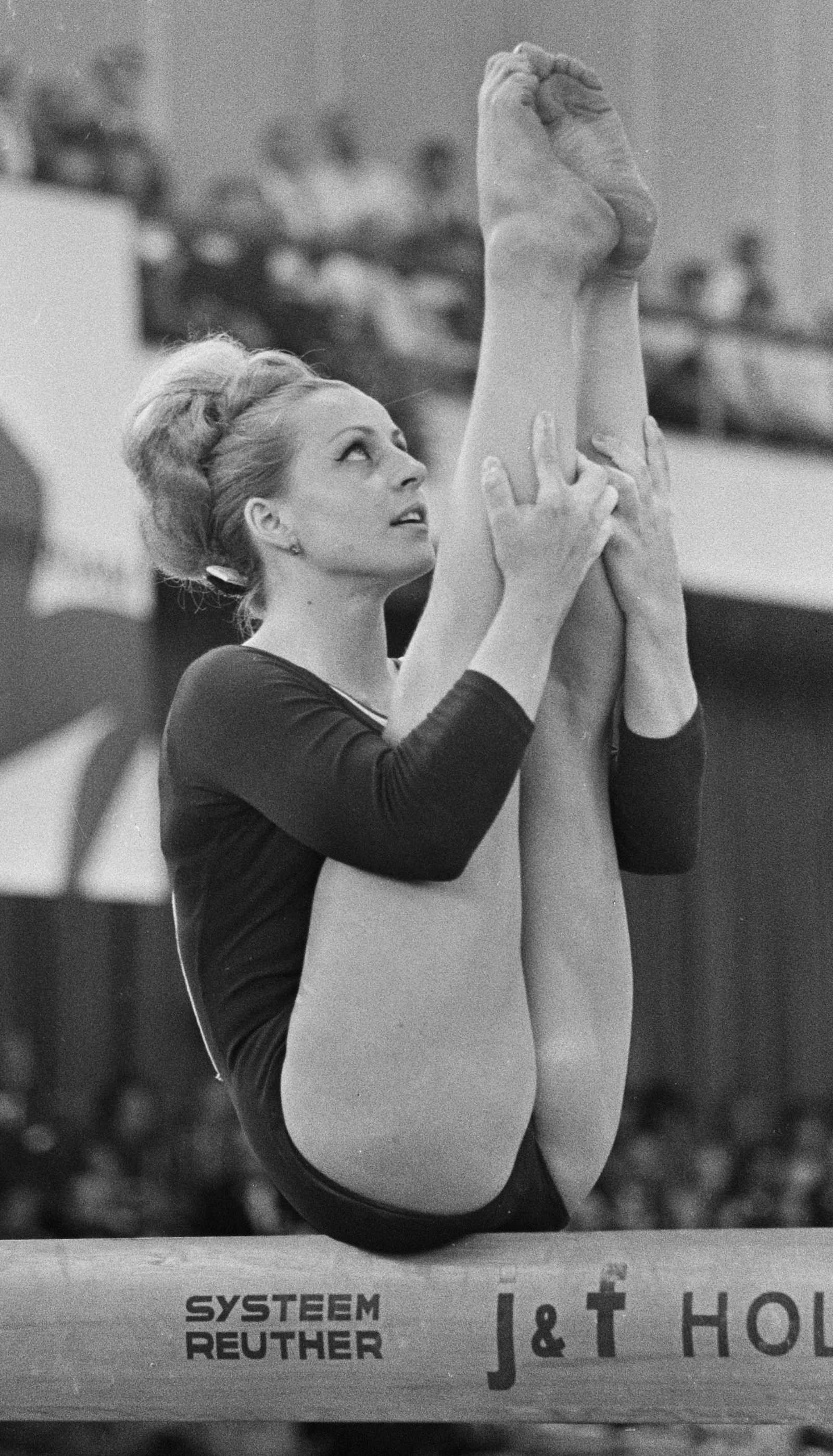
Ron Kroon: Věra Čáslavská (1967)

## České země

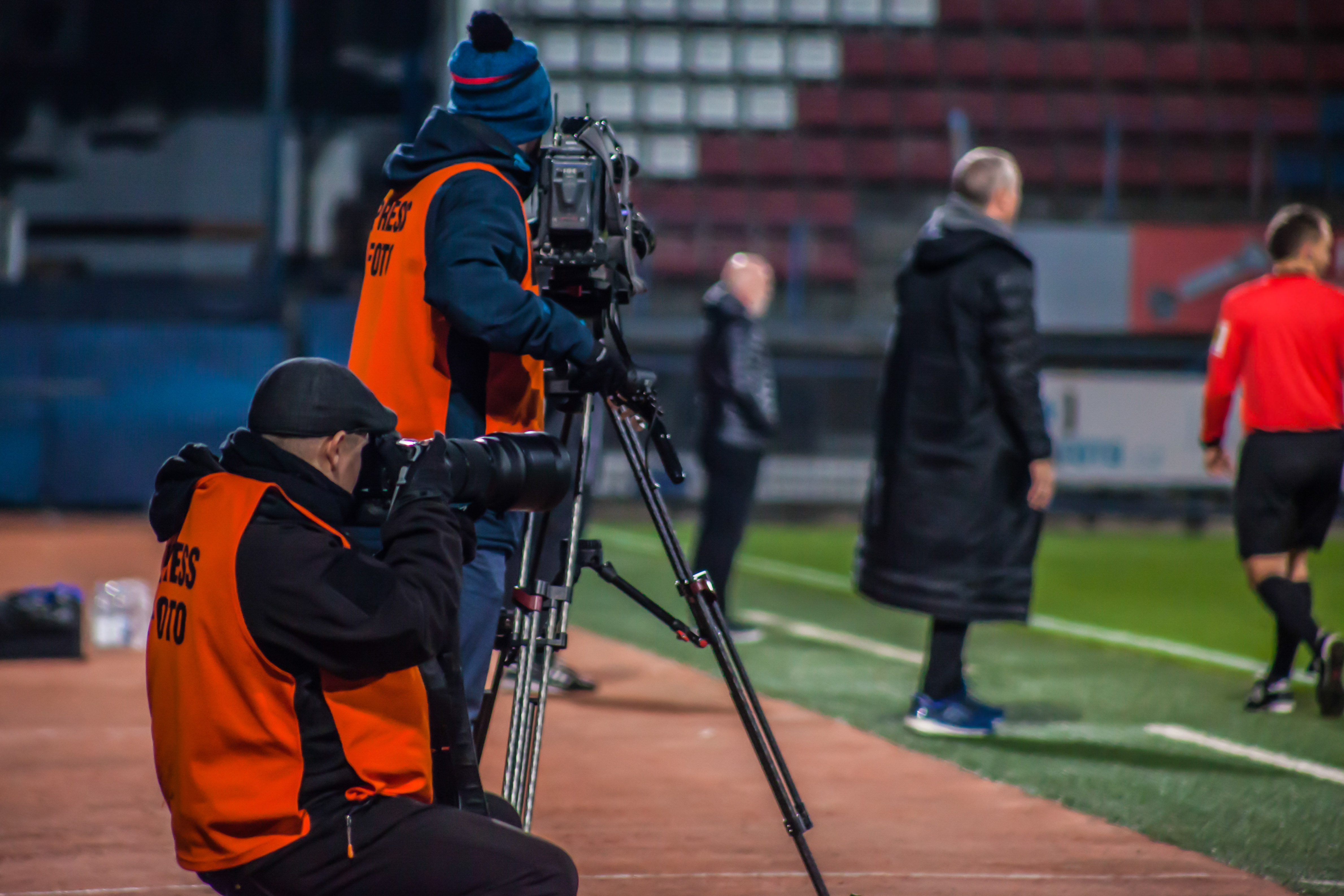
Sportovní fotograf a kameraman na zápase Českého fotbalového poháru

Jako prvního fotografa sportu na českém území můžeme označit Františka Fridricha díky snímkům z prostředí bruslařských a veslařských sportů.
V roce 1958 získal hlavní cenu World Press Photo český fotograf Stanislav Tereba za snímek „Brankar a Voda“,
v roce 1975 získal první cenu v kategorii Sport na World Press Photo česky fotograf Miroslav Martinovský za snímek „Poslední Pokus“
v roce 2004 pak získal český fotograf Jan Šibík třetí místo v kategorii sport série za snímky tradičního indického zápasu.
- Jiří Křenek

- Tomáš Pospěch (* 1974) si pohrával s kontextuálními odkazy na vizuální strategie sportovní fotografie – Bezúčelná procházka (2004–2008) a Mimo hru (2005–2010). Tomáš Pospěch zde reagoval na vizuální stereotypy, narušoval hranice tradiční sportovní fotografie.

- Roman Vondrouš (ČTK) ze sportů fotografuje především Velkou pardubickou.

- Ze současných autorů je třeba vyzdvihnout ještě Michala Kamaryta (ČTK).

## Vybavení

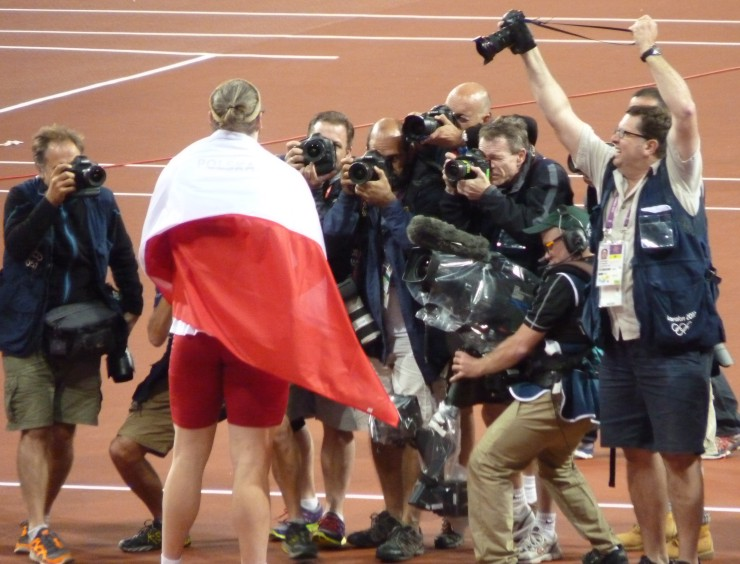
Fotografové u olympijského vítěze, 2012

Používané vybavení profesionálního fotografa obvykle obsahuje rychlý teleobjektiv a fotoaparát, který má extrémně rychlé časy závěrky. Obecně lze říci, že se používají monopody, s cílem odlehčit fotografovi od těžké kamery a objektivu. Kromě toho před rozhýbáním snímku může ještě pomoci Stabilizace obrazu.

### Těla fotoaparátů
Sportovní fotografie vyžaduje světelné (rychlé) teleobjektivy. Většinou jsou používány clony f/2.8 a vyšší. Běžným objektivem je například 400 mm f/2.8. Sportovní fotograf však může rovněž využít rybí oko 15mm nebo 16 – 35 mm. Pro větší sportoviště jako například fotbalové hřiště je 99% z obrázků fotografováno 400mm f/2.8. Fotografové golfu mohou použít 500mm f/4, jelikož se většinou fotografuje celý den v pohybu a tento objektiv je lehčí než 400 mm f/2.8.
Velké clonové otvory jsou potřebné z několika důvodů:
- Malá hloubka ostrosti. Pozadí je výrazně mimo zaostření, což má za následek lepší zaměření na fotografovaný objekt.
- Objektiv může rychleji zaostřit kvůli většímu množství světla vstupujícího do objektivu – což je důležité u rychle se pohybujících sportů.
- Kratší časy mohou být použity ke „zmrazení akce“.

### Dálkově ovládané fotoaparáty
Sportovní fotografové mohou používat dálkově ovládané fotoaparáty z místa, kde by jinak nemohli být, například na basketbalovém koši, v hokejové brance, u doskočiště skoku dalekého, u čáry pro hod oštěpem nebo na několika místech najednou – například při dostizích.

## Galerie

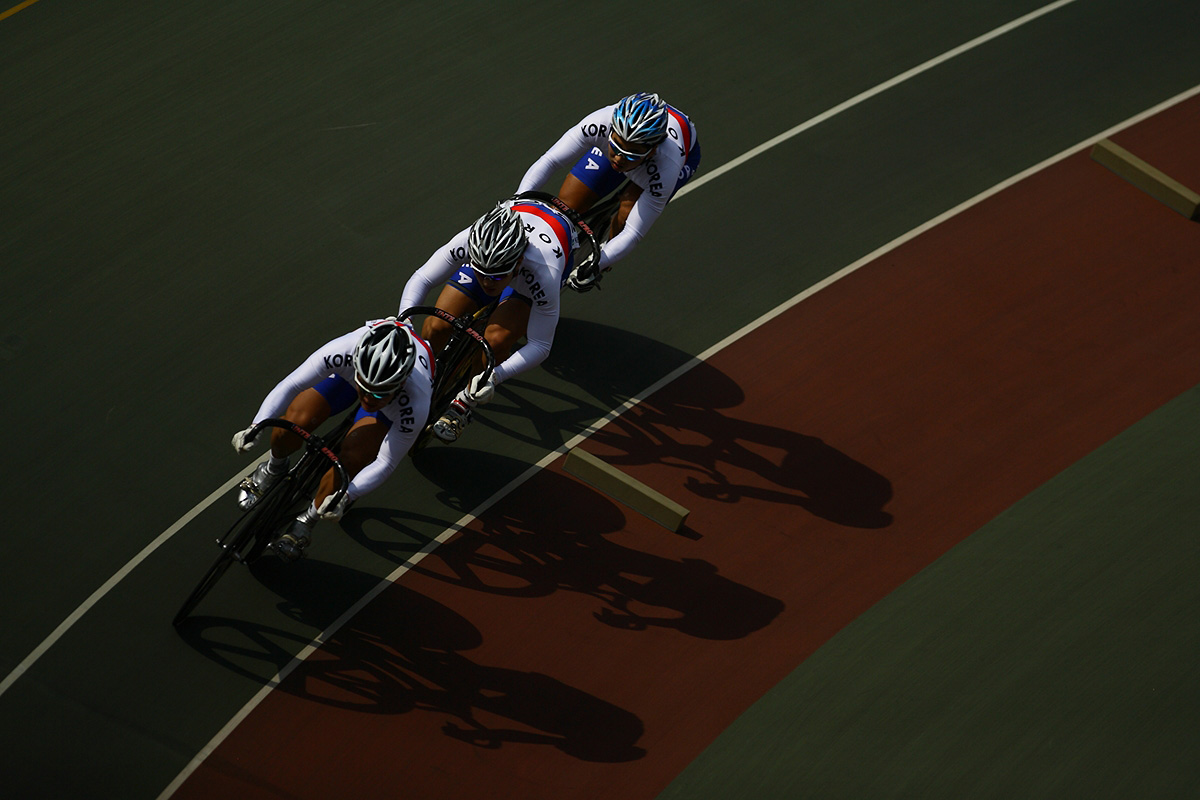
ACC Asia Championships
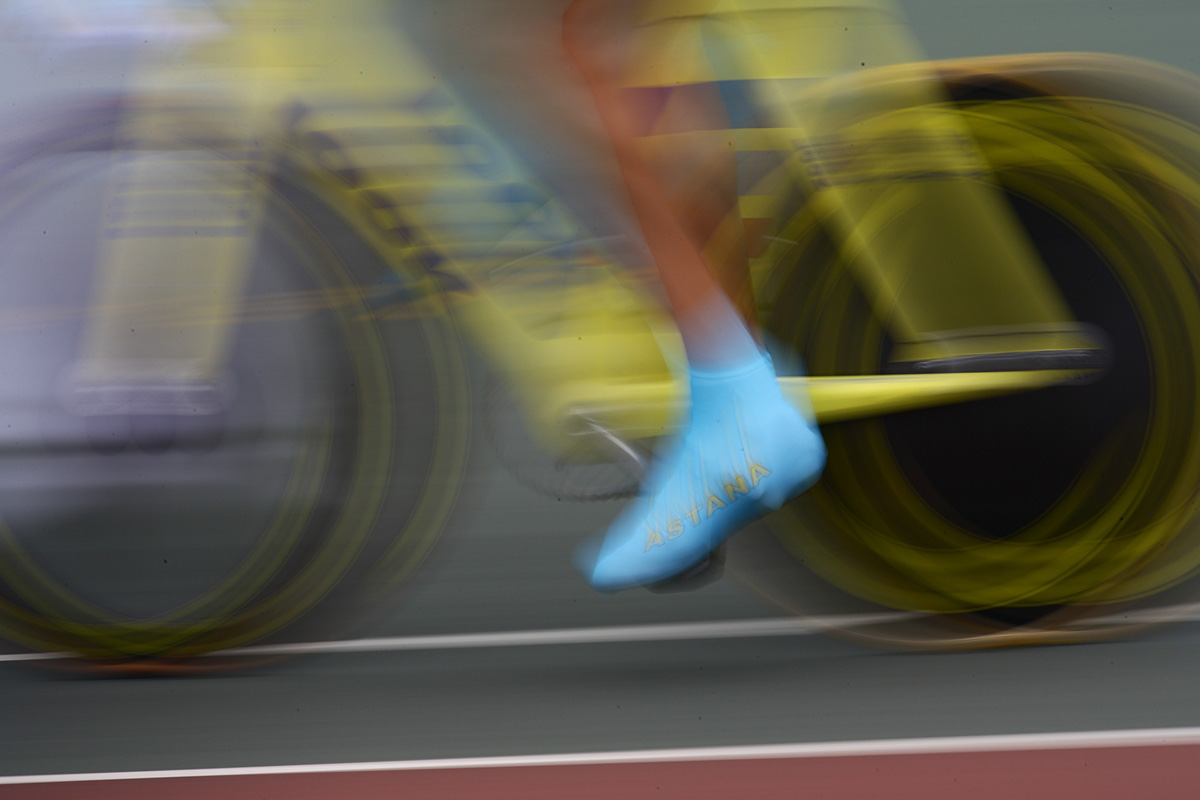
ACC Asia Championships
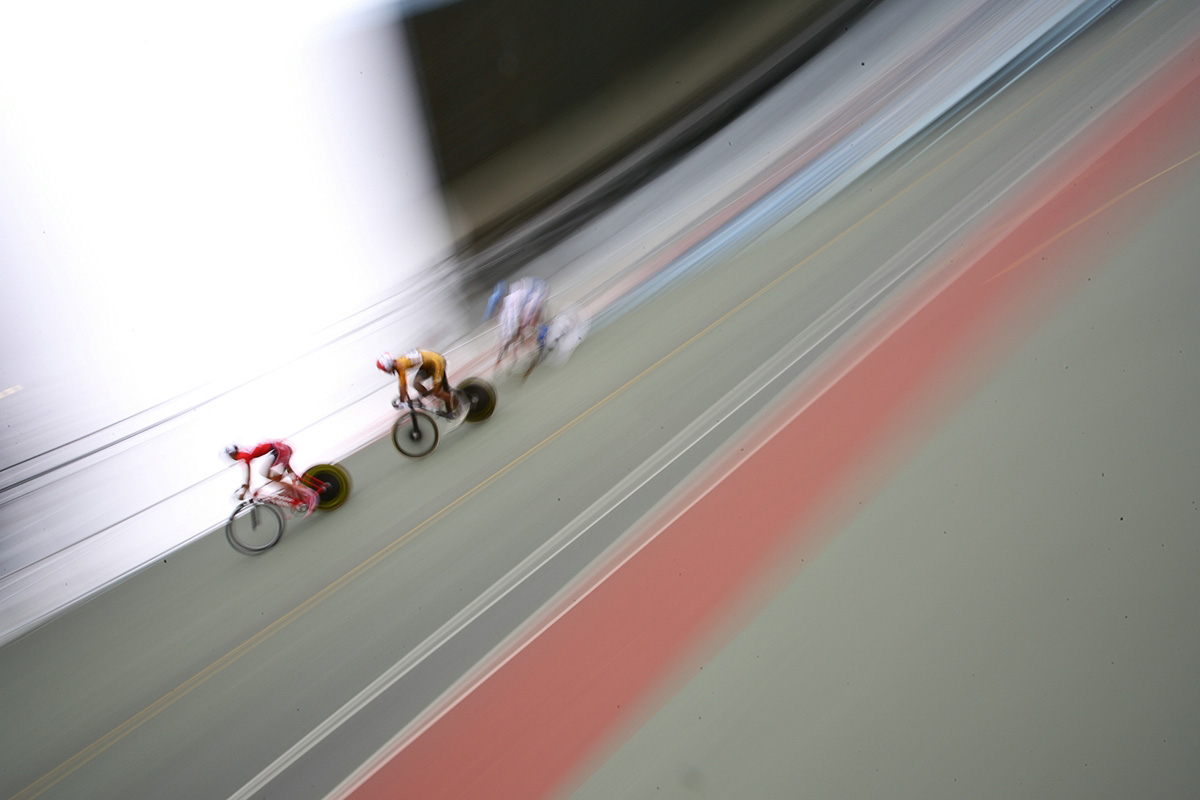
ACC Asia Championships
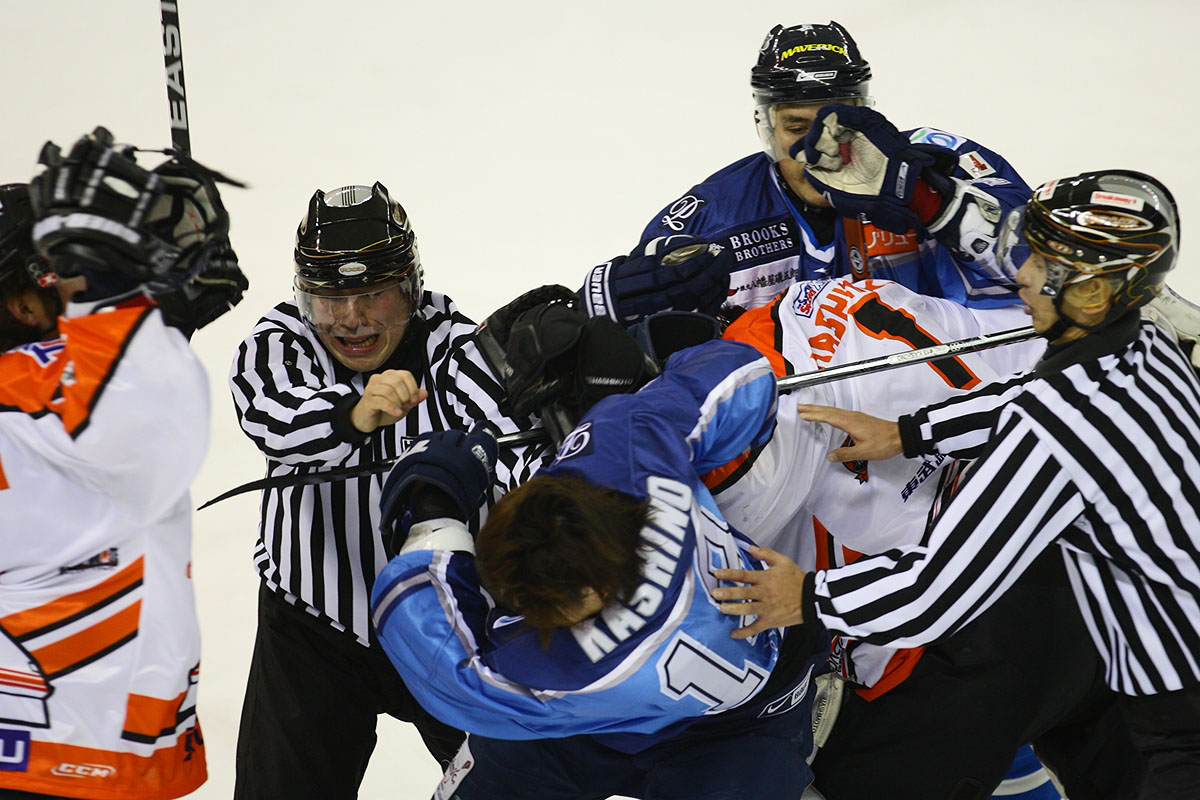
Asia League
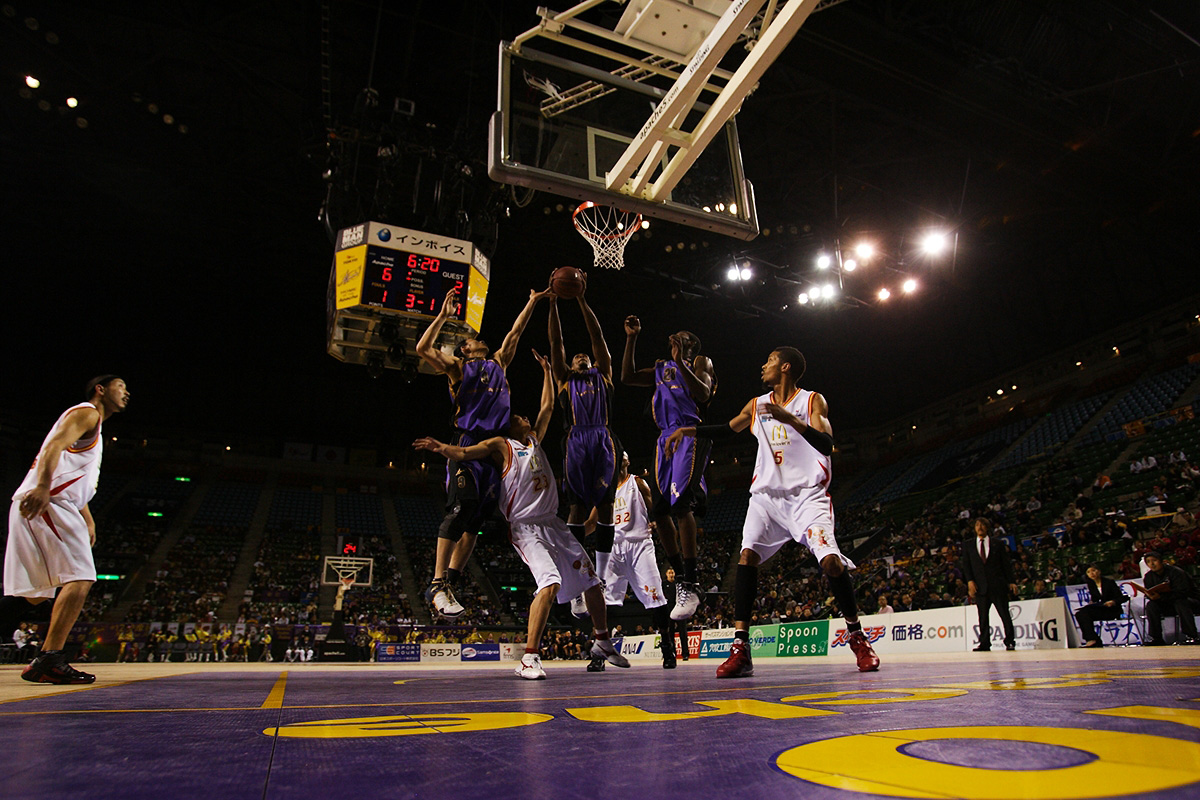
bj-league
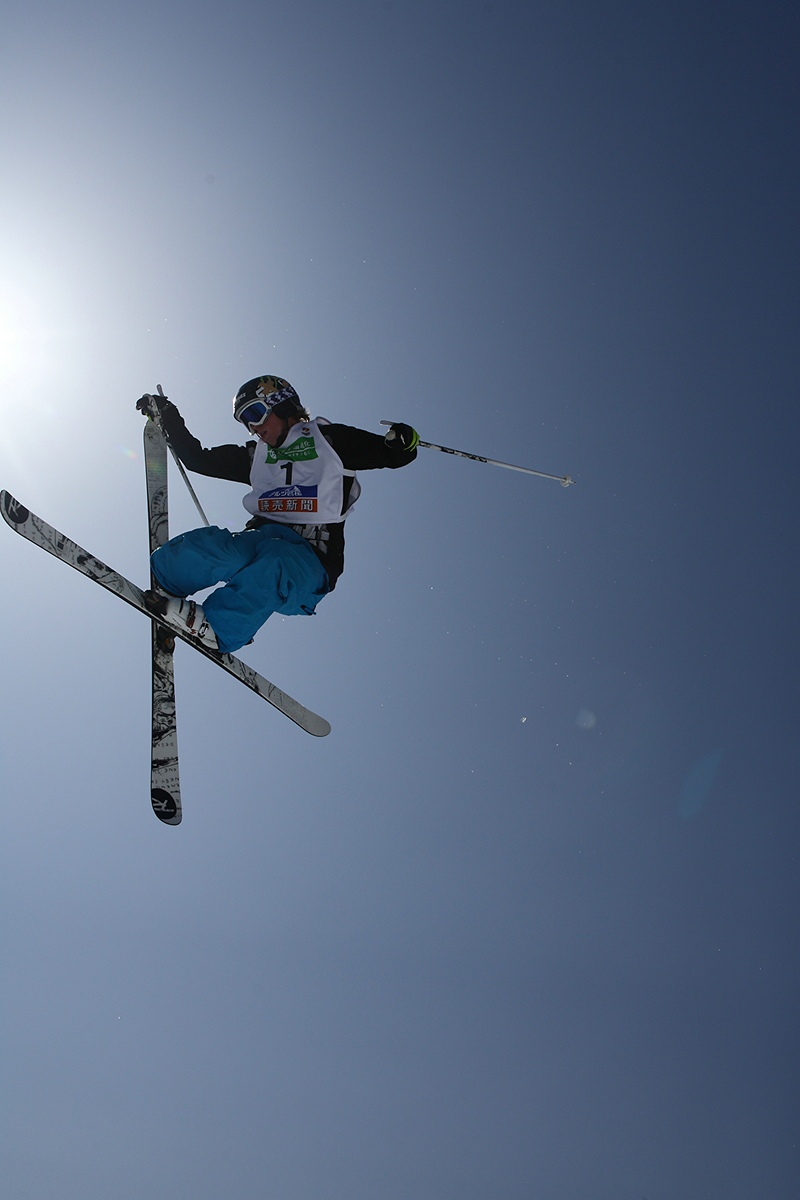
FIS World Championships
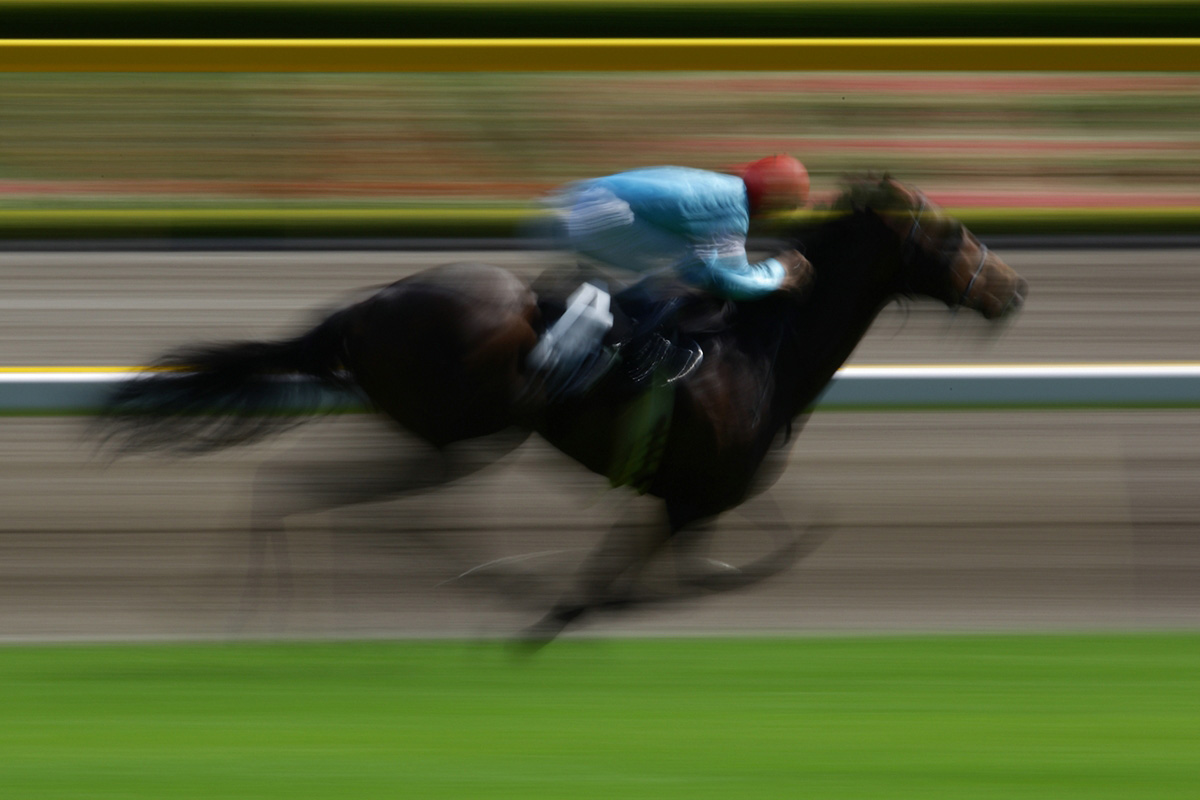
Horse racing event
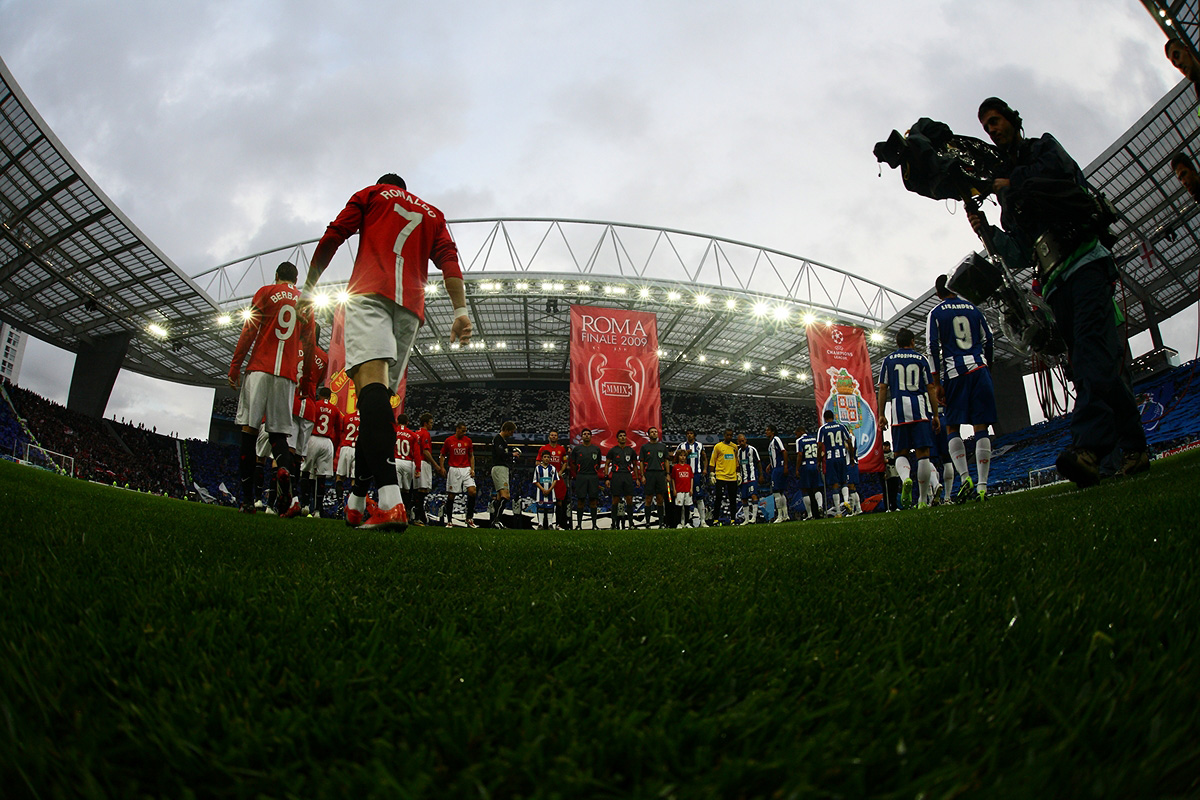
UEFA Champions League 2009, Quarter Final FC Porto-Manchester United